# Trattato di pace israelo-egiziano del 1979
Il trattato di pace israelo-egiziano del 1979 fu firmato il 26 marzo 1979 a Washington, a seguito degli accordi di Camp David del 1978. L'Egitto fu così il primo paese arabo a firmare un accordo di pace e a riconoscere Israele. La Giordania farà altrettanto solo nel 1994 col trattato di pace israelo-giordano.
Il trattato di pace fu firmato 16 mesi dopo la visita del presidente egiziano Anwar al-Sadat in Israele del 1977, e al termine di intensi negoziati. Anche dopo il conseguimento degli accordi di Camp David non vi era alcuna certezza che un trattato sarebbe stato firmato, dal momento che l'Egitto era sottoposto a una forte pressione da parte degli altri Stati arabi.
Gli elementi principali del trattato sono il riconoscimento reciproco dei due Paesi, la fine dello stato di guerra che esisteva fin dal 1948, e il ritiro militare israeliano e la conseguente restituzione degli impianti civili (specialmente Yamit e Taba) della penisola del Sinai, occupata da Israele fin dal 1967. I negoziati cominciarono sulla base degli accordi di armistizio di Rodi del 24 febbraio 1949.
Il trattato assicura altresì la libera circolazione del naviglio israeliano attraverso il canale di Suez e il riconoscimento degli stretti di Tiran e del golfo di Aqaba come vie marittime internazionali che avevano costituito il formale casus belli alla guerra dei sei giorni del 1967.